# Fabricio Colonna
Fabricio Colonna (c. 1450 - 1520; Fabrizio en italiano), I duque de Paliano, fue un condotiero italiano, destacado participante en las guerras italianas. 

## Familia
Miembro de la influyente familia de los Colonna, Fabrizio fue hijo de Odoardo Colonna y de Filippa Conti.
Se casó con Agnese di Montefeltro en 1488, hija del duque de Urbino Federico da Montefeltro y de Battista Sforza, con quien tuvo varios hijos:
- Vittoria Colonna (1490-1547), casada con Fernando de Ávalos, V marqués de Pescara.
- Federico Colonna (1497-1516).
- Ascanio Colonna (1500-1557), II duque de Paliano, duque de Urbino, II marqués de Atessa y Manoppelo y II duque de Tagliacozzo, Gran Contestable del Reino de Nápoles, y virrey de Abruzzo; casado con Juana de Aragón, nieta de Fernando I de Nápoles.
- Ferdinando Colonna (m. 1516).
- Camillo Colonna.
- Marcello Colonna.
- Sciarra Colonna.
- Beatrice Colonna.

## Carrera militar

### Guerra de Nápoles
En 1501, cuando las tropas francesas enviadas por Luis XII de Francia invadieron el reino de Nápoles desde el norte y las españolas de Fernando II de Aragón ocuparon el sur dando inicio a la guerra italiana de 1501-1504, Fabricio y su pariente Próspero Colonna se alinearon con el rey napolitano Federico I. Fabrizio comandó las fuerzas que defendían Capua, donde fue derrotado por el ejército francés de Bérault Stuart d'Aubigny y hecho prisionero; posteriormente fue rescatado por Federico I mediante el pago de 2.000 ducados.
Tras el derrocamiento de Federico I, los Colonna entraron al servicio de España, participando en la guerra contra los franceses bajo las órdenes de Gonzalo Fernández de Córdoba; en este nuevo conflicto Fabricio participó en las batallas de Ruvo y Ceriñola, combatió a las fuerzas de Yves d'Allegre en el Abruzzo junto con Diego García de Paredes y tomó parte también en la decisiva batalla del Garellano.
Tras la salida de Fernández de Córdoba de tierras italianas, Fernando el Católico nombró a Fabricio jefe máximo del ejército español en Italia

### Guerra de la Liga de Cambrai
En 1512, durante la guerra de la Liga de Cambrai, fue derrotado en la batalla de Rávena por las tropas francesas de Gastón de Foix. Fabrizio fue hecho prisionero y enviado a Ferrara.
Nicolás Maquiavelo le incluyó como personaje principal de su obra Del arte de la guerra.